# The Boyz
I The Boyz (더보이즈?) sono un gruppo musicale sudcoreano formatosi nel 2017. Hanno debuttato con l'EP The First il 6 dicembre 2017, con una formazione iniziale di dodici membri. Tuttavia, Hwall ha lasciato il gruppo nel 2019.

## Formazione
- Sangyeon (상연) – leader, voce (2017-presente)[1]
- Jacob (제이콥) – voce (2017-presente)
- Younghoon (영훈) – voce (2017-presente)
- Hyunjae (현재) – voce (2017-presente)
- Juyeon (주연) – voce (2017-presente)
- Kevin (케빈) – voce (2017-presente)[2]
- New (뉴) – voce (2017-presente)[3]
- Q (큐) – voce (2017-presente)[2]
- Sunwoo (선우) – voce, rapper (2017-presente)
- Eric (에릭) – voce, rapper (2017-presente)

Ex-membri
- Hwall (활) – voce, rap (2017-2019)
- Ju Haknyeon (학년) – voce, rap (2017-2025)

## Discografia

### Album in studio
- 2020 – Reveal
- 2021 – Breaking Dawn
- 2023 – Delicious
- 2023 - Phantasy

### EP
- 2017 – The First
- 2018 – The Start
- 2018 – The Only
- 2019 – Dreamlike
- 2020 – Chase
- 2021 – Thrill-ing
- 2022 – Be Aware
- 2023 – Be Awake

### Album singoli
- 2018 – The Sphere
- 2019 – Bloom Bloom
- 2021 – Maverick

### Singoli
- 2019 – White
- 2020 – Christmassy!
- 2021 – Drink It
- 2021 – Candles
- 2022 – Echo
- 2022 – Sweet
- 2022 – Last Man Standing (feat. Raiden)
- 2022 – Summer Night
- 2022 – All About You

### OST
- 2022 – Echo
- 2022 – Summer Night
- 2023 – Here is

### Album giapponesi
- 2019 – Tattoo
- 2021 – Breaking Dawn
- 2022 – She's the Boss
- 2023 - Delicious

## Videografia
- 2017 – I'm Your Boy[4]
- 2017 – Boy
- 2018 – Walkin' In Time (시간이 안 지나가?)
- 2018 – Giddy Up
- 2018 – Keeper (지킬게?)[5]
- 2018 – Right Here
- 2018 – No Air[6]
- 2019 – Bloom Bloom
- 2019 – D.D.D
- 2020 – Reveal
- 2020 – The Stealer
- 2021 – Thrill Ride
- 2021 – Maverick
- 2022 – Sweet
- 2022 – Whisper
- 2023 – ROAR

## Filmografia

### Reality show
- Flower Snack (2017)
- Come On! The Boyz (2018–2019)
- Come On! The Boyz – What's Your No.
- Come On! The Boyz – Summer Vacation RPG Edition
- Come On! The Boyz School
- THE 100 (2018)
- Our Happy Home (2018)
- Switch (2018)
- Thumping Travel (2018)
- Otoseyo (2018–presente)

## Riconoscimenti

### Coreani
| Anno                         | Premio                          | Ricevente | Risultato       | Fonti         |
| ---------------------------- | ------------------------------- | --------- | --------------- | ------------- |
| Asia Artist Award            |                                 |           |                 |               |
| 2018                         | Popularity Award                | The Boyz  | Candidato/a     | [ 7 ]         |
| 2018                         | Male Rookie of the Year Award   | The Boyz  | Vincitore/trice | [ 7 ]         |
| Circle Chart Music Award     |                                 |           |                 |               |
| 2018                         | New Artist of the Year (Album)  | The First | Candidato/a     | [ 8 ]         |
| 2019                         | World Rookie Award              | The Boyz  | Vincitore/trice | [ 9 ]         |
| Golden Disc Award            |                                 |           |                 |               |
| 2019                         | Best New Artist                 | The Boyz  | Candidato/a     | [ 10 ]        |
| 2019                         | NetEase Most Popular K-pop Star | The Boyz  | Candidato/a     | [ 10 ]        |
| Korea Popular Music Awards   |                                 |           |                 |               |
| 2018                         | Rookie of the Year              | The Boyz  | Vincitore/trice | [ 11 ]        |
| MBC Plus X Genie Music Award |                                 |           |                 |               |
| 2018                         | Artist of the Year              | The Boyz  | Candidato/a     | [ 12 ] [ 13 ] |
| 2018                         | Male Rookie Award               | The Boyz  | Candidato/a     | [ 12 ] [ 13 ] |
| 2018                         | Genie Music Popularity Award    | The Boyz  | Candidato/a     | [ 12 ] [ 13 ] |
| Melon Music Award            |                                 |           |                 |               |
| 2018                         | Best New Male Artist Award      | The Boyz  | Vincitore/trice | [ 14 ]        |
| Mnet Asian Music Award       |                                 |           |                 |               |
| 2018                         | Best New Male Artist            | The Boyz  | Candidato/a     | [ 15 ]        |
| 2018                         | Artist of the Year              | The Boyz  | Candidato/a     | [ 15 ]        |
| Seoul Music Award            |                                 |           |                 |               |
| 2019                         | New Artist Award                | The Boyz  | Candidato/a     | [ 16 ]        |
| 2019                         | Popularity Award                | The Boyz  | Candidato/a     | [ 16 ]        |
| 2019                         | Hallyu Special Award            | The Boyz  | Candidato/a     | [ 16 ]        |
| Soribada Best K-Music Award  |                                 |           |                 |               |
| 2018                         | New Hallyu Rookie Award         | The Boyz  | Vincitore/trice | [ 17 ]        |

### Internazionali
| Year                         | Premio            | Ricevente | Risultato       | Fonti  |
| ---------------------------- | ----------------- | --------- | --------------- | ------ |
| MTV Video Music Awards Japan |                   |           |                 |        |
| 2019                         | Rising Star Award | The Boyz  | Vincitore/trice | [ 18 ] |

### Altri premi
| Anno                  | Premio                       | Ricevente | Risultato       | Fonti  |
| --------------------- | ---------------------------- | --------- | --------------- | ------ |
| Korea Brand Awards    |                              |           |                 |        |
| 2018                  | Male Rookie Idol of the Year | The Boyz  | Vincitore/trice |        |
| V Live Awards         |                              |           |                 |        |
| 2018                  | Global Rookie Top 5          | The Boyz  | Vincitore/trice | [ 19 ] |
| 2019                  | Global Artist Top 10         | The Boyz  | Candidato/a     | [ 20 ] |
| The Fact Music Awards |                              |           |                 |        |
| 2019                  | Next Leader                  | The Boyz  | Vincitore/trice | [ 21 ] |